# Wohlgemuth (Beetzendorf)
Wohlgemuth ist ein Ortsteil der Gemeinde Beetzendorf in der Verbandsgemeinde Beetzendorf-Diesdorf im Altmarkkreis Salzwedel in Sachsen-Anhalt.

## Geographie
Das Dorf Wohlgemuth liegt 2 Kilometer südwestlich von Beetzendorf und 19 Kilometer südlich der Kreisstadt Salzwedel in der Altmark. Östlich des Dorfes fließen die Jeetze und der Stölpengraben.

## Geschichte

### 20. Jahrhundert
Der Ortsteil entstand nach dem Zweiten Weltkrieg durch die Ansiedlung von Neubauern in Folge der Bodenreform aus dem Vorwerk Klein Wohlgemuth und dem Wohnplatz Groß Wohlgemuth. Anfangs war der Name des Ortsteils Groß Wohlgemuth, seit 1985 nur noch Wohlgemuth. Klein und Groß Wohlgemuth waren zwei ehemalige Schäfereien.
Das Vorwerk Klein Wohlgemuth bildete den südlichen Teil des heutigen Dorfes und gehörte bis 1928 zum Gutsbezirk Beetzendorf II (frühere Rittergüter Apenburger Hof und Lieberoser Hof). Groß Wohlgemuth ist der nördliche etwas abgesetzte Teil des heutigen Dorfes der bis 1928 zum Gutsbezirk Beetzendorf I (Altenhäuser Hof) gehörte.

### Eingemeindungen
Am 30. September 1928 wurden die Hauptteile der Gutsbezirke Beetzendorf I und Beetzendorf II mit der Landgemeinde Beetzendorf vereinigt. So kamen beide Wohnplätze zu Beetzendorf. Nach 1945 wurden beide Wohnplätze zu einem Ortsteil Wohlgemuth zusammengefasst. Heute besteht der Ortsteil Wohlgemuth aus einem Dorf namens Wohlgemuth.

### Einwohnerentwicklung

#### Groß Wohlgemuth
| Jahr | Einwohner |
| ---- | --------- |
| 1774 | 15        |
| 1789 | 02        |
| 1798 | 03        |
| 1801 | 04        |
| 1818 | 06        |

| Jahr | Einwohner |
| ---- | --------- |
| 1871 | 08        |
| 1885 | 13        |
| 1895 | 15        |
| 1905 | 43        |

#### Klein Wohlgemuth
| Jahr | Einwohner |
| ---- | --------- |
| 1774 | 08        |
| 1789 | 12        |
| 1798 | 04        |
| 1801 | 05        |
| 1818 | 04        |

| Jahr | Einwohner |
| ---- | --------- |
| 1871 | 19        |
| 1885 | 19        |
| 1895 | 31        |
| 1905 | 62        |

#### Wohlgemuth
| Jahr | Einwohner |
| ---- | --------- |
| 2015 | [00]33    |
| 2018 | [00]36    |
| 2020 | [00]39    |
| 2021 | [00]37    |
| 2022 | [00]38    |
| 2023 | [0]35     |

Quelle, wenn nicht angegeben, bis 1905:

## Religion
Die evangelischen Christen aus Wohlgemuth gehören zur Kirchengemeinde Beetzendorf, die heute betreut wird vom Pfarrbereich Beetzendorf im Kirchenkreis Salzwedel im Bischofssprengel Magdeburg der Evangelischen Kirche in Mitteldeutschland.

## Landwirtschaft
In Wohlgemuth befindet sich seit 1992 die Versuchsstation Beetzendorf der Landesanstalt für Landwirtschaft und Gartenbau Sachsen-Anhalt. Es werden Feldversuche für regional angepasste Sorten auf einem 24 Hektar großen Versuchsfeld durchgeführt.